# Leguanen
Leguanen (Iguanidae) zijn een familie van hagedissen die vertegenwoordigd wordt door ongeveer 40 soorten in 8 geslachten. Vroeger was de familie veel groter, maar door wijzigingen in de indeling van de hagedissen worden veel soorten tegenwoordig tot aparte families gerekend. De groep werd voor het eerst wetenschappelijk beschreven door Nicolaus Michael Oppel in 1811.
De bekendste soorten zijn de groene leguaan (Iguana iguana) en de zeeleguaan (Amblyrhynchus cristatus). De groene leguaan is een bekend exotisch huisdier en wordt wereldwijd gehouden. De zeeleguaan staat bekend doordat naar voedsel wordt gezocht in de zee, wat van geen enkele andere hagedis bekend is.

## Naam en indeling
De indeling van de leguanen is al lange tijd aan verandering onderhevig. Tot de jaren 90 was de familie een samenraapsel van soorten en geslachten en 5 onderfamilies; Tropidurinae, Sceloporinae, Iguaninae, Basiliscinae en Anolinae. De familie telde toen honderden soorten. Later werden de deelgroepen anders ingedeeld en worden tegenwoordig als aparte families gezien, buiten de familie Iguanidae. De leguanenfamilie wordt tegenwoordig vertegenwoordigd door 38 soorten die verdeeld worden in acht geslachten. Zie voor een lijst van alle soorten de lijst van leguanen.

### Geslachten
De familie bevat de volgende geslachten, met de auteur en het verspreidingsgebied.
| Naam                               | Auteur               | Verspreidingsgebied |
| ---------------------------------- | -------------------- | --- |
| Amblyrhynchus (Zeeleguaan)         | Bell, 1825           | Galapagoseilanden |
| Brachylophus                       | Cuvier, 1829         | Fiji-eilanden |
| Cachryx                            | Cope, 1866           | Guatemala, Mexico |
| Galapagoslandleguanen (Conolophus) | Fitzinger, 1843      | Galapagoseilanden |
| Zwarte leguanen (Ctenosaura)       | Wiegmann, 1828       | Belize, Costa Rica, El Salvador, Guatemala, Honduras, Mexico, Nicaragua, Panama; geïntroduceerd in Venezuela en de Verenigde Staten |
| Cyclura                            | Harlan, 1825         | Caraïben |
| Dipsosaurus (Woestijnleguaan)      | Baird & Girard, 1852 | Verenigde Staten en in Mexico |
| Iguana                             | Laurenti, 1768       | Antillen, Belize, Bolivia, Brazilië, Colombia, Costa Rica, Ecuador, El Salvador, Frans-Guyana, Grenada, Guadeloupe, Guatemala, Guyana, Honduras, Mexico, Montserrat, Nicaragua, Panama, Paraguay, Peru, Puerto Rico, Suriname, Trinidad en Tobago, Venezuela |
| Sauromalus                         | Duméril, 1856        | Mexico, Verenigde Staten |

## Uiterlijke kenmerken

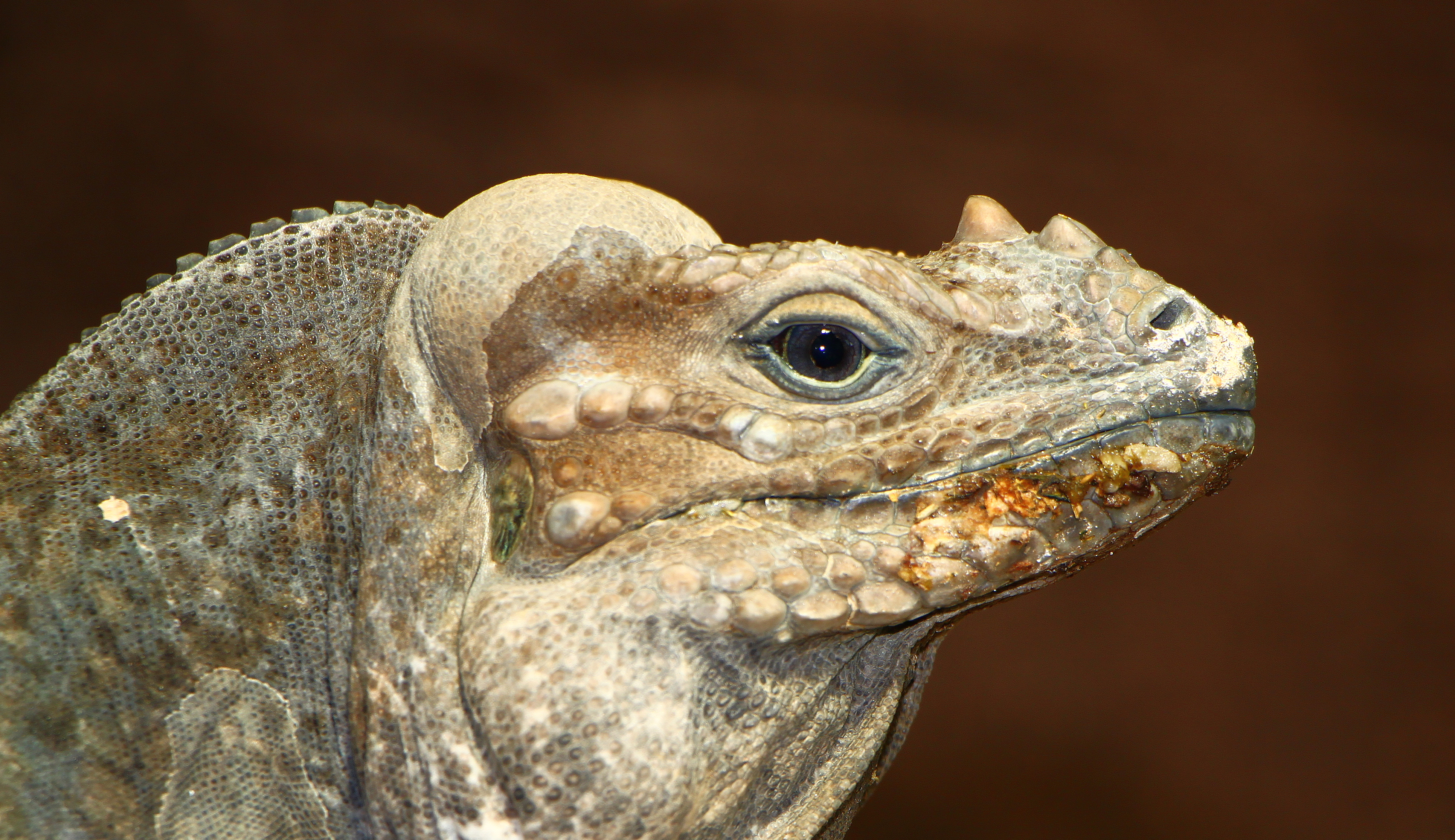
Kop van een neushoornleguaan

De leguanen worden wat groter dan de meeste hagedissen en bereiken een lichaamslengte van ongeveer een meter inclusief staart. De meeste soorten hebben een verhoudingsgewijs lange staart. Op het midden van de rug is een rugkam aanwezig die het sterkst geprononceerd is in de nek. De kam loopt door over de staart. Sommige soorten hebben uitgroeisels op de kop, zoals de neushoornleguaan. Het zijn vaak de mannetjes die dergelijke uitgroeisels bezitten, en als dergelijke structuren bij beide seksen voorkomen zijn ze bij de mannetjes altijd groter als gevolg van seksuele dimorfie. Mannetjes worden in de regel groter dan vrouwtjes, een voorbeeld van een extreme soort is de zeeleguaan, waarvan een mannetje tot vier keer zwaarder wordt dan een vrouwtje. Sommige soorten bezitten een keelwam. Echte keelzakken, zoals we kennen van de anolissen komen bij de leguanen niet voor. Leguanen kennen een vorm van visuele communicatie door met de kop te knikken en met de poten te zwaaien.

## Levenswijze

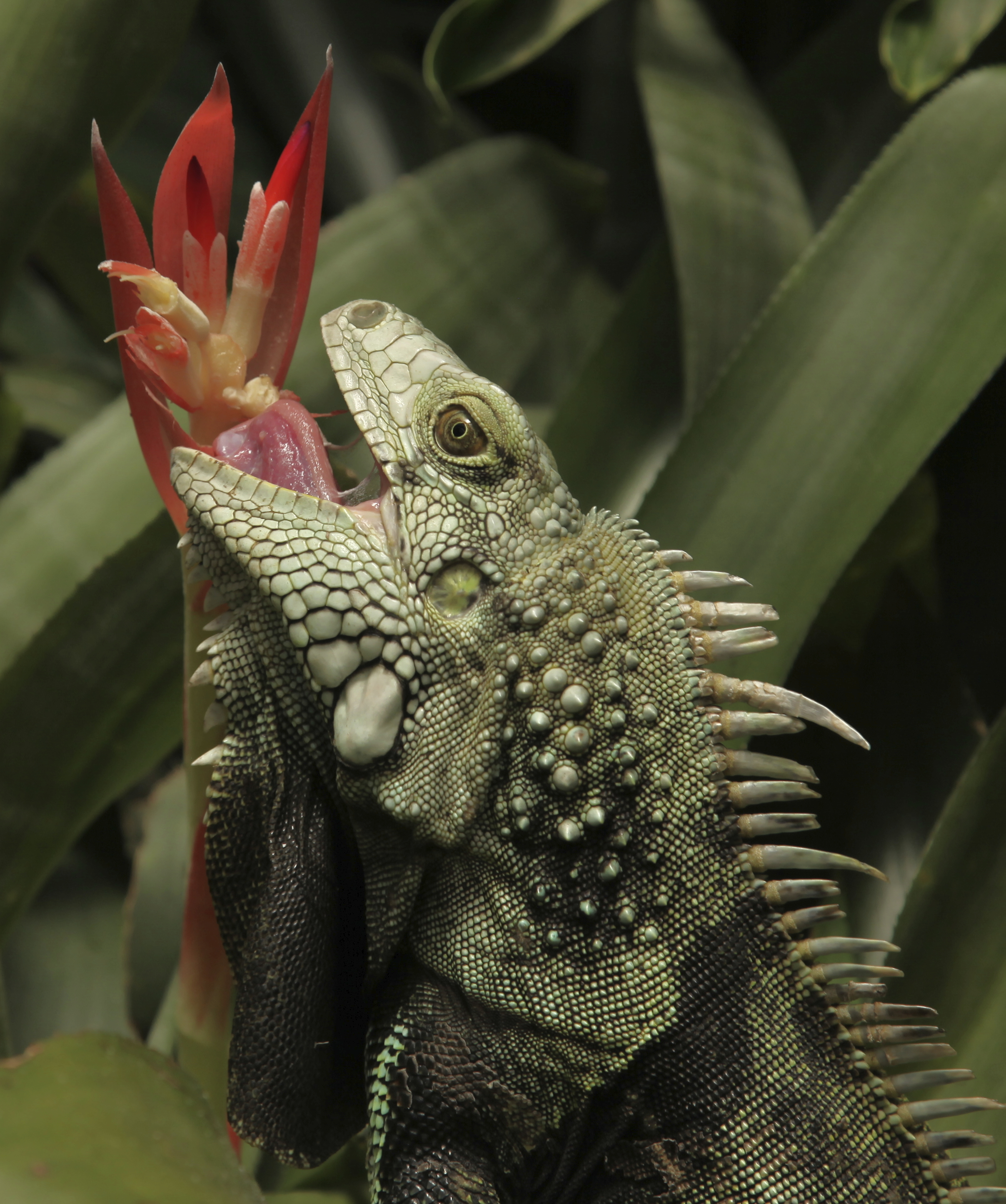
Veel soorten eten plantendelen, hier een groene leguaan die naar een bloem hapt

Veel leguanen eten insecten als ze jong zijn, maar gaan steeds meer plantendelen eten naarmate ze ouder worden. Leguanen zijn meestal volledig vegetarisch als ze volwassen zijn. Het menu hangt af van de leefomgeving, tropische soorten leven van verschillende plantendelen zoals bloemen, vruchten en bessen en jonge scheuten. De woestijnleguaan voedt zich voornamelijk met de gele bloemen van de creosootstruik (Larrea tridentata). Leguanen die in drogere gebieden leven zijn in staat om cactussen te eten.

## Verspreiding en habitat
Leguanen komen alleen voor in Noord- en Zuid-Amerika, en leven in de landen Antillen, Belize, Bolivia, Brazilië, Caraïben, Colombia, Costa Rica, Ecuador, El Salvador, Frans-Guyana, Grenada, Guadeloupe, Guatemala, Honduras, Mexico, Montserrat, Nicaragua, Panama, Paraguay, Peru, Puerto Rico, Suriname, Trinidad en Tobago, Venezuela en de Verenigde Staten. Een uitzondering zijn de soorten uit het geslacht Brachylophus, die op de Fiji-eilanden leven.
Leguanen zijn vaak goede klimmers, die leven op takken in hoge bomen maar er zijn ook uitgesproken bodembewoners die in schrale gebieden leven zoals woestijnen. Klimmende soorten zijn vaak heel behendig en kunnen zich van grote hoogte naar beneden laten vallen om te ontsnappen aan gevaar. Van woestijnleguanen is bekend dat ze op hun achterpoten snel weg kunnen lopen.

## Bedreigingen
Vrijwel alle leguanen hebben ernstig te lijden gehad door de komst van de mens. Leguanen worden vaak als delicatesse gezien en gevangen voor consumptie. Veel van dergelijke soorten zijn erg sterk en snel, ze zijn moeilijk te vangen en kunnen fel van zich af bijten. De leguanen worden daarom uit de bomen geschoten met een katapult. Van enkele soorten is bekend dat ze doodstil blijven zitten als ze het geluid van een havik horen. Door dit geluid na te bootsen kunnen de dieren gemakkelijk gepakt worden omdat ze niet wegvluchten. De witzwarte grondleguaan (Ctenosaura similis), die in holen leeft, wordt met honden opgejaagd voor het vlees.
Het zijn echter met name de door de mens meegebrachte dieren die veel populaties van de leguanen hebben gedecimeerd. Voorbeelden zijn geiten die alle planten opeten en ratten en varkens die de nesten opgraven en de eieren opeten. De aantallen zeeleguanen zijn hierdoor slechts een fractie van de oorspronkelijke populaties. De fijileguanen uit het geslacht Brachylophus zijn zelfs bijna uitgestorven.
Op het eiland Sint Eustatius wordt de inheemse antillenleguaan (Iguana delicatissima) bedreigd door de invasieve groene leguaan (Iguana iguana). Ook op Saba zijn in 2021 niet-inheemse leguanen gevonden die de inheemse Sabaanse groene leguaan bedreigen.